# 奇里基灣國家海洋公園

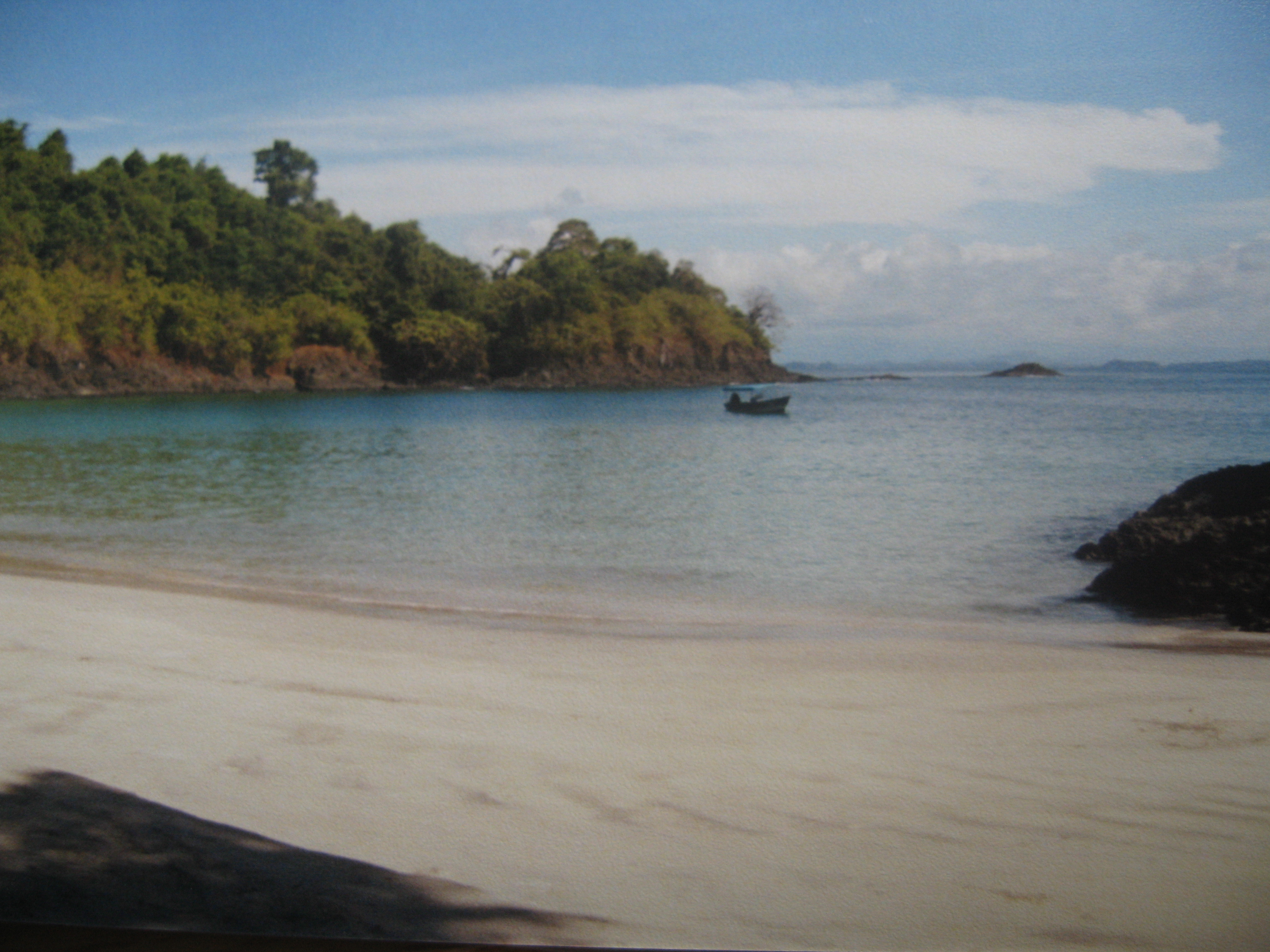

7°19′28″N 81°48′00″W / 7.32444°N 81.80000°W
奇里基灣國家海洋公園（西班牙語：Parque nacional marino Golfo de Chiriquí），是巴拿馬的國家公園，位於奇里基灣，成立於1994年，面積150平方公里，覆蓋的島嶼有大片熱帶樹林，保護海洋生態系統。